# Kerriodoxa elegans
Kerriodoxa elegans är en enhjärtbladig växtart som beskrevs av John Dransfield. Kerriodoxa elegans ingår i släktet Kerriodoxa och familjen Arecaceae. Inga underarter finns listade i Catalogue of Life.

## Bildgalleri

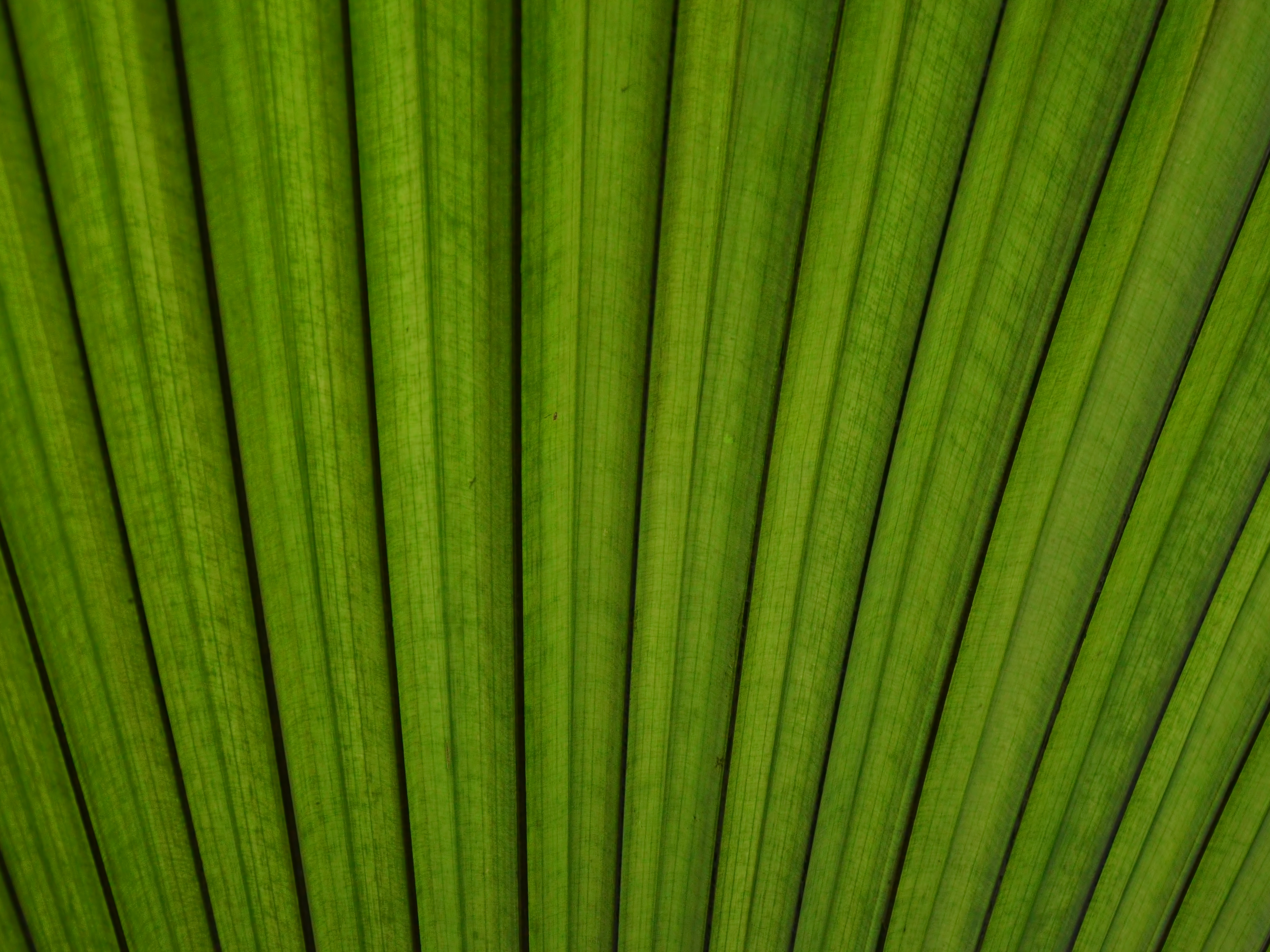
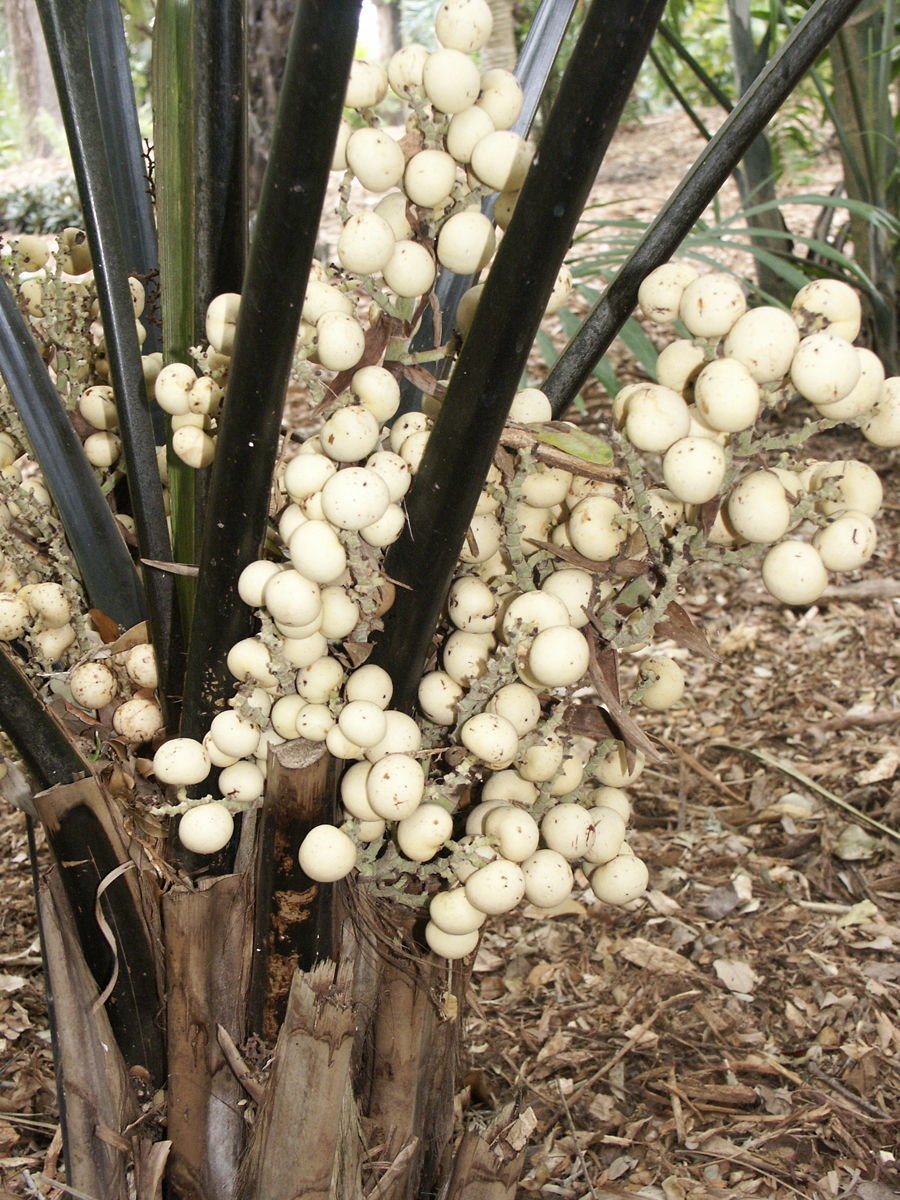
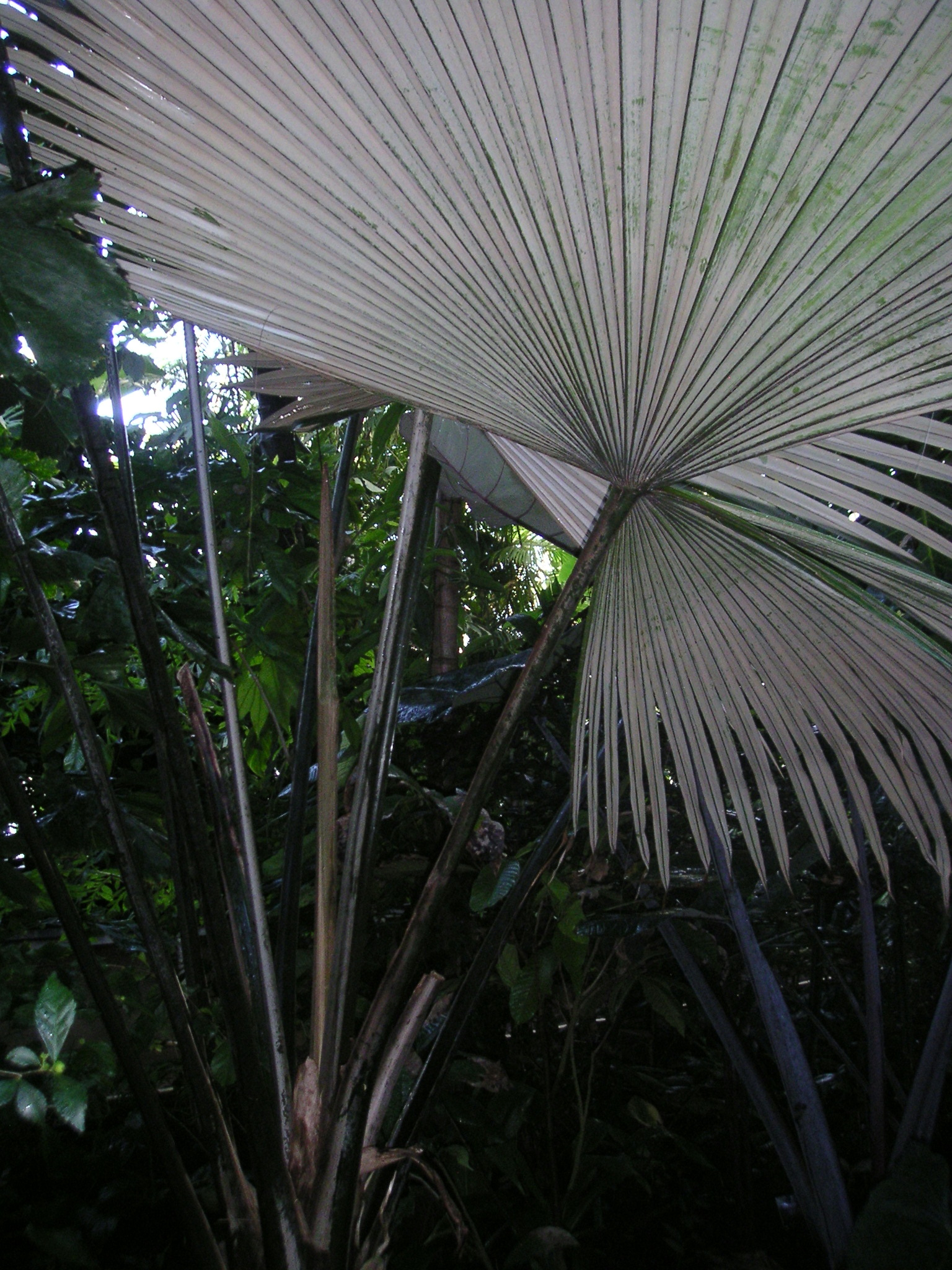
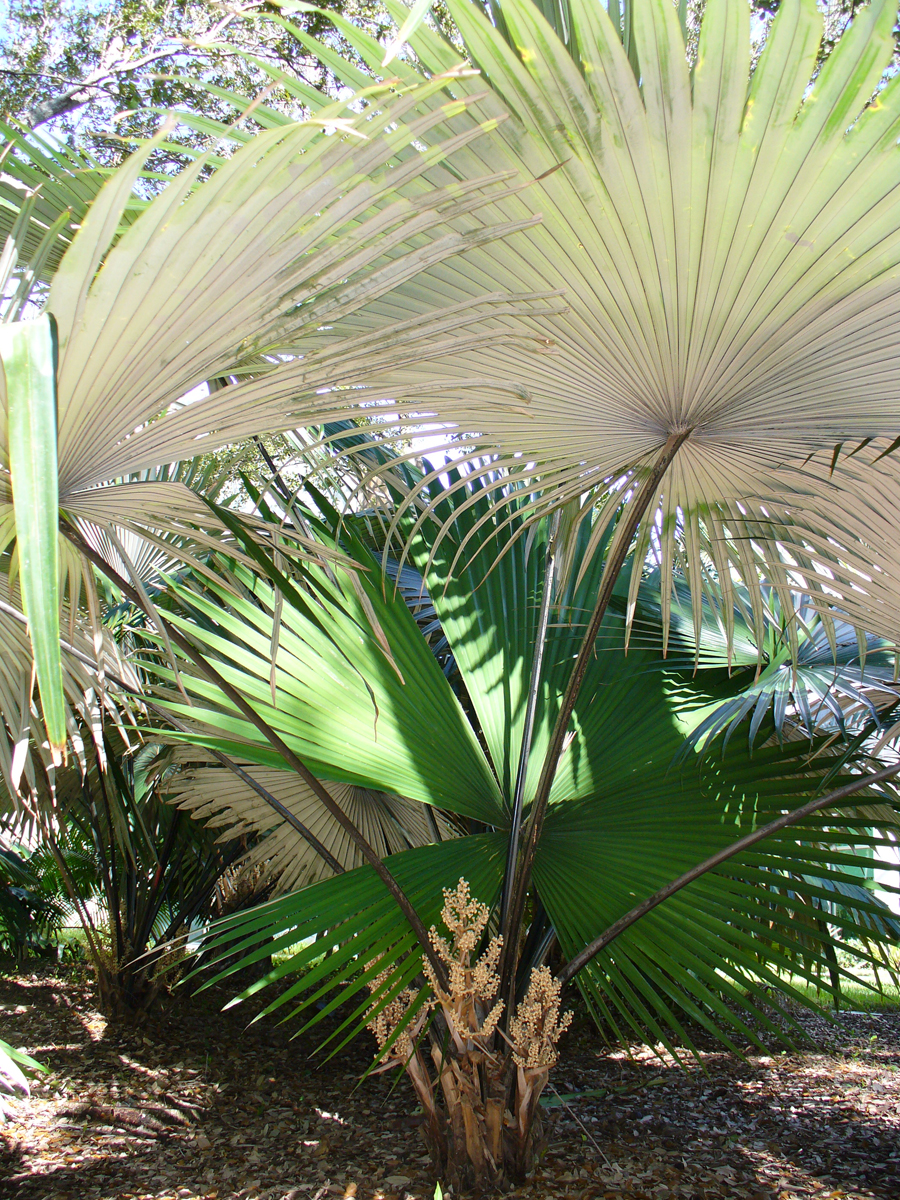